# Quartier Sainte-Avoye
Das Quartier Sainte-Avoye ist das zwölfte der 80 Quartiers (Stadtviertel) im 3. Arrondissement von Paris.

Die Stadtviertel im 3. Arrondissement

## Lage

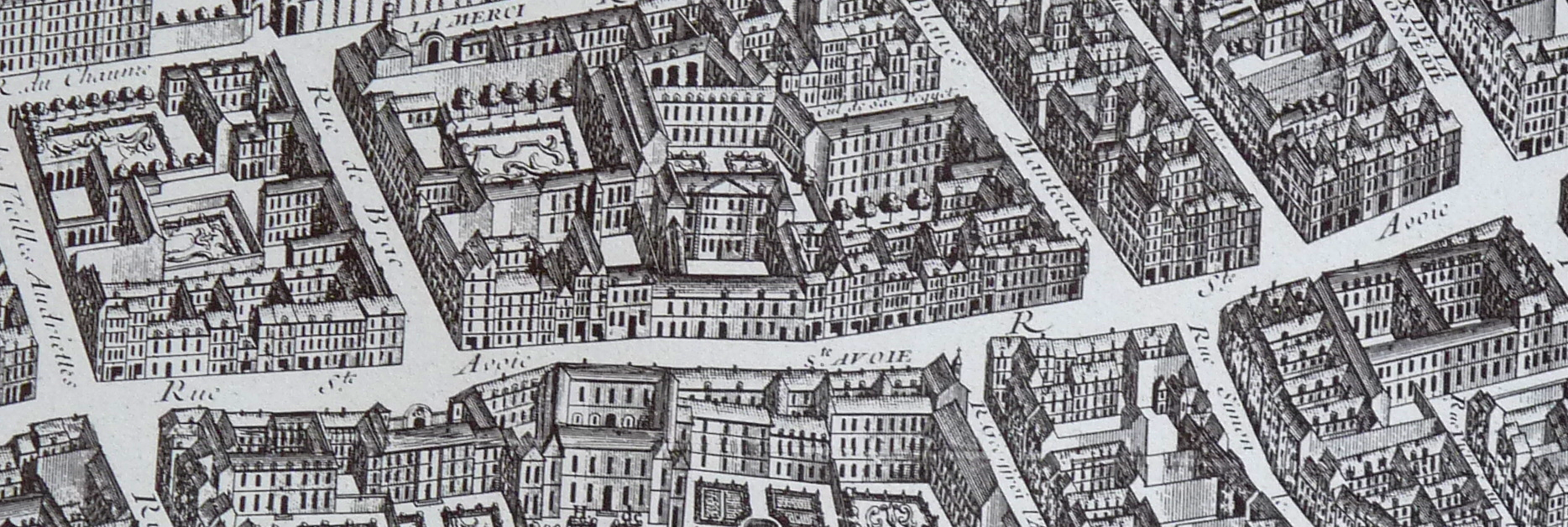
Die Rue Sainte-Avoie auf dem Plan de Turgot (1739)

Der Verwaltungsbezirk im 3. Arrondissement von Paris wird von folgenden Straßen begrenzt:
- Westen: ein Teil des Boulevard de Sébastopol bis zur Rue de Turbigo
- Osten: ein Teil der Rue des Archives
- Süden: Rue Rambuteau
- Norden: ein Teil der Rue de Turbigo, dann die Rue des Gravilliers und ein Teil der Rue Pastourelle

## Namensursprung
Das Viertel wurde nach der sizilianischen Heiligen Avoye de Sicile (3. Jahrhundert) benannt. Ein Teil der Rue du Temple hieß früher Rue Sainte-Avoie.

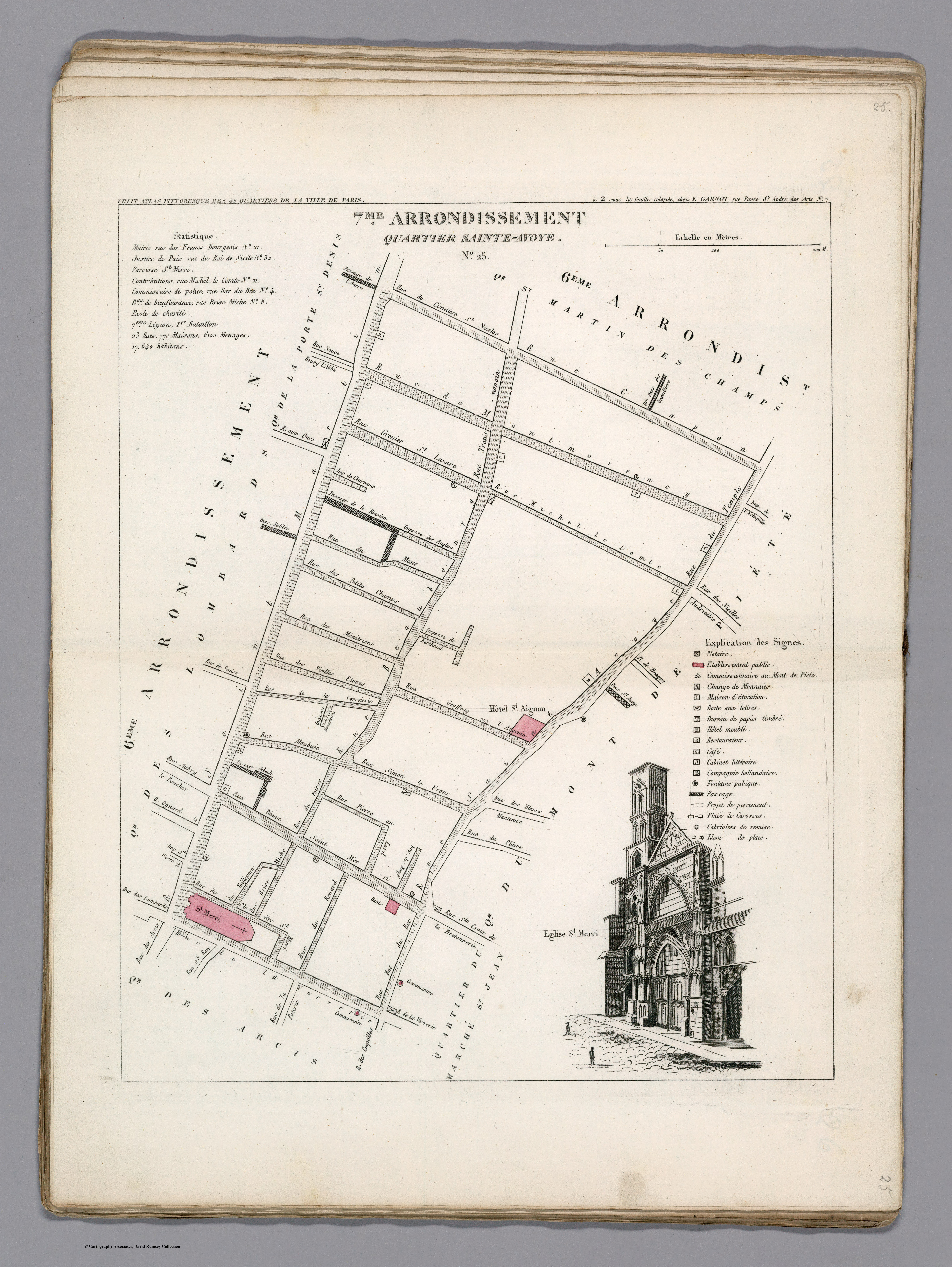
Plan des Quartier Sainte-Avoye im ehemaligen 7. Arrondissement im Jahr 1834

## Geschichte
Das heutige Viertel wurde 1859 in neuen Grenzen angelegt. Von 1702 bis 1789 lag es zwischen den Straßen Rue de la Verrerie, Rue Vieille du Temple, Rue des Quatre Fils und Rue des Archives. Heute liegt es im Süden zum größten Teil auf dem Gebiet der Abtei von Saint-Martin-des-Champs, dem ehemaligen Dorf Bourg Saint-Martin-des-Champs.

## Sehenswürdigkeiten
In dem Viertel gibt es einige bekannte Galerien (Rue Chapon).
- Le Jardin Anne Frank, einziger öffentlicher Park des Viertels.
- Le Musée d’art et d’histoire du Judaïsme, im Hôtel de Saint-Aignan, 71, Rue du Temple.